# Порт Копер
Порт Копер (словен. Luka Копер, італ. Porto di Capodistria) — акціонерне товариство, яке надає портові і логістичні послуги в єдиному словенському порту Копер. Розташований у північній частині Адріатичного моря, порт єднає головним чином ринки Центральної та Південно-Східної Європи із Середземним морем і Далеким Сходом. На відміну від інших європейських портів, якими керують портові органи влади, до кола видів діяльності Коперського порту входить управління територією вільної економічної зони, управління портовою територією та роль оператора терміналу.

## Діяльність
Порт Копер має 12 спеціалізованих терміналів:
- Контейнерний і ролкерний термінал
- Автомобільний термінал
- Термінал збірного вантажу
- Плодовий термінал
- Термінал лісоматеріалів
- Термінал для мінералів
- Термінал для зернових і кормів
- Глиноземний термінал
- Європейський енергетичний термінал
- Термінал рідких вантажів
- Термінал для тваринництва
- Пасажирський термінал

Основна діяльність компанії — вантажно-розвантажувальне обслуговування та складські послуги для всіх видів товарів, які доповнюються спектром додаткових послуг для вантажів з метою забезпечення всебічної логістичної підтримки клієнтів. Компанія управляє комерційною зоною та забезпечує розвиток і техобслуговування портової інфраструктури.

## Історія

### До Другої світової війни
Від самого моменту заснування Копера в епоху Римської республіки морська торгівля відігравала важливу роль в його історії та розбудові. Місто отримало хартію від імператора Священної Римської імперії Конрада II на початку ХІ століття, а у XIII ст. патріархи Аквілеї наділили Копер владою над північною глибинкою Істрії. 1279 року Копер поглинула Венеційська республіка, перетворивши на визначний торговельний і адміністративний центр Істрії. Після падіння Венеції в 1797 році ця місцевість увійшла в Габсбурзьку монархію, і на короткий час Копер зажив слави «імперського австрійського порту».
Коли Трієст і Рієка в 1719 році були проголошені вільними портами, статус, торгівля і вплив Копера почали підупадати. Розпад Венеційської республіки і подальша передача місцевої адміністративної та політичної влади Трієсту ще більше прискорили цей занепад. Морський і торговельний застій у Копері продовжувався, спочатку під владою Габсбургів, а потім після 1919 року — під італійським правлінням. 

### Післявоєнний період
Попри визволення у 1945 році невпевненість у майбутньому тривала і в повоєнний час — у добу Вільної Території Трієста. Про статус Копера та його довгострокове майбутнє було остаточно вирішено 1954 року шляхом підписання Лондонського меморандуму про взаєморозуміння, через який зону «Б» цієї території (включаючи Копер та Істрію) було віддано Югославії. Поділ вільної території Трієста призвів до масової еміграції етнічних італійців, що мешкали в прибережних містах Істрії. 
Досліджуючи нові можливості для розвитку словенської частини Істрії, група ентузіастів почала розглядати потенційні спроможності для побудови міжнародного морського порту. 1957 року вони підготували інвестиційну програму забудови 135 метрів північного узбережжя Копера, а 23 травня того ж року було засновано першу вантажно-складську фірму «Pristanišče Koper». Таким чином, було створено нове підприємство, яке працевлаштувало місцевих робітників, чий досвід в організації такого нового сміливого бізнесу, був вирішальним.
До серпня 1957 р. плавучий земснаряд «Петер Клепец» поглибив морське дно вздовж північного берега міста, а бетонування ділянки навколо першого причалу почалося в грудні. У той самий час розпочалися роботи на дамбі впоперек входу Станьон, тим самим оперативні ділянки нового порту почали набирати форм шляхом безперервного процесу днопоглиблення та наносу. Порту Копер в кінцевому підсумку дозволили вступити в Об'єднання югославських портів (словен. Združenje jugoslovanskih luk), а в жовтні 1958 року він отримав згоду держави на свою інвестиційну програму. Нарешті належне визнання стало дійсністю.